# Военно-штабной комитет ООН
Военно-штабной комитет ООН (ВШК, Комитет) — вспомогательный орган Совета Безопасности ООН, учрежденным Резолюцией 1 Совета Безопасности (S/RES/1 от 25 января 1946 года) во исполнение статьи 47 Устава ООН для целей, изложенных в этой и других статьях Устава. 

## Роль
Роль Военно-штабного комитета заключается в консультировании и оказании помощи Совету Безопасности ООН по всем вопросам, касающимся поддержания международного мира и безопасности. Первоначально ожидалось, что рекомендации и помощь Комитета будут оказываться Совету Безопасности ООН в следующих областях:
- Действия, требующие применения вооруженных сил — в соответствии со статьей 42 Устава ООН[2];
- Соглашения о предоставлении вооруженных сил Совету Безопасности — в соответствии со статьями 43 и 44 Устава ООН[2];
- Готовность немедленно имеющихся контингентов ВВС к совместным международным принудительным действиям — в соответствии со статьей 45 Устава ООН[2];
- Планирование применения вооруженной силы — в соответствии со статьей 46 Устава ООН[2];
- Разработка планов регулирования вооружений — в соответствии со статьей 26 Устава ООН[3].

Однако неспособность Совета Безопасности преодолеть противоречия, возникшие между её постоянными членами привела к существенному сокращению функционала Комитета. В настоящее время его потенциал используется, в основном, через механизм национальных консультаций.

## Членство
В соответствии с Уставом ООН ВШК состоит из Начальников Штабов вооруженных сил постоянных членов Совета Безопасности ООН или их полномочных Представителей. На практике это означает, что членами Комитета являются государства — постоянные члены Совета Безопасности ООН (Китай, Франция, Россия, Великобритания, Соединенные Штаты), представленные высшими должностными лицами своих вооруженных сил — Начальниками Штабов и их Представителями, акредитованными при ООН в составе своих национальных военных делегаций. В силу национальных особенностей, конкретные названия должностей высших должностных лиц в вооруженных силах постоянных членов Совета Безопасности ООН отличаются:
- Китай — Начальник Объединенного штаба Центрального военного совета Китайской Народной Республики (Joint Chief of Staff);
- Франция — Начальник штаба обороны (Chief of the Defence Staff);
- Россия — Начальник Генерального штаба Вооружённых сил Российской Федерации (Chief of the General Staff);
- Великобритания — Начальник штаба обороны (Chief of the Defence Staff);
- США — Председатель объединённого комитета начальников штабов (The Chairman of the Joint Chiefs of Staff).

Ответственность за организацию и проведение повседневной деятельности Комитета делегирована Главам национальных военных делегаций. Каждая делегация должна иметь в своем составе представителей от каждого из трех видов своих вооруженных сил (сухопутные войска (армия), военно-морской флот, военно-воздушные силы), а также столько вспомогательного персонала сколько необходимо для непрерывной и бесперебойной работы национальной делегации и Комитета в целом. Штаб-квартира ВШК должна находиться в том же месте где и резиденция Совета Безопасности ООН.

## Заседания
Заседания Комитета проводятся по требованию Председателя в любое время, которое он сочтет необходимым, но интервал между заседаниями не должен превышать четырнадцати дней. Программа работы Комитета формируется заблаговременно и публикуется в Журнале ООН и на вебсайте Комитета.

## Председательство
Председательство в Комитете осуществляется поочередно членами Комитета в английском алфавитном порядке названий их государств (China, France, Russia, the United Kingdom, the United States). Каждый Председатель занимает свой пост в течение одного календарного месяца.

## Секретариат
Секретариат ВШК состоит из Главного секретаря — Офицера по связи и координации и Административного помощника.
Должность Главного секретаря — Офицера по связи и координации ротируется среди членов Комитета, в соответствии с процедурой утвержденной в 1981 году. Административный помощник назначается из состава Секретариата ООН.
Секретариат ВШК отвечает за организацию всех заседаний Комитета, управление его документацией и выполнение других функций по указанию Председателя Комитета. Секретариат организует взаимодействие между членами Комитета, между Комитетом и Канцелярией Генерального Секретаря ООН, подразделениями Секретариата ООН и другими Главными органами ООН.

## История

### Создание
История ВШК неразрывно связана с историей создания ООН.
Самый ранний из известных планов создания новой всемирной организации был разработан в 1939 году по указанию Ф. Д. Рузвельта в Государственном департаменте Соединенных Штатов., Он предполагал, что будущая организация должна была состоять из трех ветвей:
- исполнительной власти, состоящей из "Большой четверки";
- ситемы для приведения в силу, в том числе принудительно, решений исполнительного органа, состоящей из тех же четырех великих держав, действующих как Четыре полицейских или Четыре шерифа,
- и международной ассамблеи, представляющей другие страны.

Президент США хотел, чтобы в будущей всемирной организации власть была бы сосредоточена в органе, которым должны были управлять крупные державы. Первоначально Рузвельт полагал, что для этого достаточно будет союза между США и Великобританией, но по ходу Второй мировой войны осознал необходимость более широкой коалиции с участием СССР и Китая. Рузвельт планировал, что каждая из этих стран будет поддерживать порядок в своём регионе (план «Четырёх полицейских»):
- Великобритания в пределах империи и в Западной Европе;
- СССР в Восточной Европе и Центральной Азии;
- Китай в Восточной Азии и на западе Тихого Океана;
- США в Западном полушарии.

Браин Уркхарт (Brian Urquhart, британский международный гражданский служащий, ветеран Второй мировой войны. Сыграл значительную роль в создании Организации Объединенных Наций. Был заместителем Генерального секретаря по специальным политическим вопросам) охарактеризовал этот план как «прагматическую систему, основанную на верховенстве сильных».
В качестве компромисса с критиками-интернационалистами "Большая четверка" стала постоянными членами Совета Безопасности ООН, обладая значительно меньшей властью, чем предусматривалось в предложении о четырех полицейских. Когда Организация Объединенных Наций была официально учреждена в конце 1945 года, Франция, по настоянию Черчилля и с согласия Сталина, была добавлена в качестве пятого постоянного члена Совета Безопасности ООН.
В 1943 году к планированию контуров будущей международной организации присоединился Объединенный комитет стратегических исследований (ОКСИ) входивший в состав Объединенного комитета начальников штабов ВС США (The Joint Strategic Survey Committee — JSSC, «one of the most influential planning agencies in the wartime armed forces», was an extraordinary JCS committee that existed from 1942 until 1947. Members included Lieutenant General Stanley D. Embick, U.S. Army, chairman, 1942—1946, Vice Admiral Russell Willson, U.S. Navy, 1942—1945, Vice Admiral Theodore Stark Wilkinson, U.S. Navy, 1946, and Major General Muir S. Fairchild, U.S. Army Air Force, 1942-?). ОКСИ руководил планированием создания совместных военных сил на период после окончания Второй мировой войны. Он изменил применяевшуюся к тому времени терминологию с «международных полицейских сил» на «международные военные силы» и рекомендовал разделить мир на сферы влияния. Согласно плану ОКСИ, Соединенные Штаты должны были нести ответственность за Америку, Великобритания и Советский Союз должны были отвечать за остальной мир за исключением Дальнего Востока, который должен был быть в сфере ответственности всех трех держав и Китая. План ОКСИ был передан в Государственный департамент Соединенных Штатов. Где Корделл Халл, государственный секретарь США, заручившись поддержкой Рузвельта, сформировал новый редакционный комитет, который отказался от деления мира на сферы влияния.
Британские инициативы по вопросам послевоенного планирования были сформулированы Джеббом Глэдвином (Gladwyn Jebb — британский дипломат, политический деятель и первый исполняющий обязанности Генерального секретаря Организации Объединённых Наций) в сентября 1942 года в плане известном как «План четырёх держав». Данный план повторял основные положения концепции «четырёх полицейских» в виде Всемирного совета с участием США, СССР, Великобритании и Китая, которые имели бы исключительные права в области безопасности. Позже, с помощью специалиста по Лиге Наций Чарльза Кингсли Уэбстера (Вебстера), был подготовлен окончательный «План Объединенных Наций по организации мира», который совмещал концепцию «четырёх полицейских» и идею «регионализма»: во Всемирный совет наряду с великими державами должны были входить региональные лидеры; была также допущена возможность предоставления статуса великой державы Франции.,
В проекте Устава ООН, разработанного в Государственном департаменте Соединенных Штатов, предлагалось, что страны-члены будут поддерживать необходимые вооруженные силы в готовности к применению, а руководить ими в случае использования, будет Комиссия по безопасности и вооружениям. Хотя этот план был написан американцами, некоторые сенаторы опасались, что его реализация приведет к потере автономии.
На конференции в Думбартон-Оуксе в 1944 году Советский Союз предложил создать международные военно-воздушные силы и разместить базы в небольших странах, но отозвал это предложение после сопротивления американцев.

### Ранние годы
Несмотря на то, что устав ООН был утвержден, большая часть функций ВШК оставалась неопределенной. Великобритания хотела иметь "мощный и эффективный орган", в то время как Соединенные Штаты предпочитали видеть более скромный орган с ограниченными полномочиями. К середине октября 1945 года Соединенные Штаты предложили свое видение ВШК и его функций. ВШК изо всех сил старался быть созданным, но проблема состояла в том, что никто не был готов предложить, против кого он будет воевать.
На первом заседании Комитета, состоявшемся 4 феврале 1946 года в Лондоне были установлены основные процедуры. Дальнейшие дискуссии продолжились в марте в Нью-Йорке. США считали, что Комитет может наблюдать за деколонизацией и пограничными спорами, но были осторожны, чтобы не тратить слишком много денег и сохранить военные полномочия за Конгрессом. Советский Союз, опасаясь чрезмерного влияния Запада, не желал участвовать в ВШК, а его делегаты имели мало переговорных полномочий. Американцы стремились к тому, чтобы иметь вооруженные силы готовыми к июню 1946 года, и предложили использовать принцип  "сопоставимых сил", когда постоянные члены СБ ООН поддерживают выделенные части и соединения своих вооруженных сил в установленной степени боевой готовности, а размер выделенных сил будет основываться на размере национальных вооруженных сил.
В течение всего 1946 года американские переговорщики пытались найти компромисс с Советским Союзом, но были непреклонны по многим пунктам. Большинство других стран, вовлеченных в переговоры также не проявили особого интереса. Англичане также считали, что "русская непримиримость” была причиной медленного прогресса.
В сентябре 1946 года Советский Союз опубликовал письмо, в котором изложил свои основные возражения против американского плана. Однако к этому времени Соединенные Штаты в значительной степени утратили надежду на компромисс. Дебаты были перенесены в СБ ООН, и в докладе под названием MS/264, опубликованном 30 апреля 1947 года, были изложены разногласия между Советским Союзом и Соединенными Штатами.,
Однако ВШК единогласно согласился с более чем половиной из 41 статьи доклада. В частности Делегации согласились, что вооруженные силы не будут постоянной армией, и что их использование будет только последним средством. Всем членам ООН было предложено предоставить войска, объекты или другую помощь, хотя большинство первоначальных войск должно было поступить от великих держав - постоянных членов СБ ООН и членов ВШК ООН. Однако были и многочисленные разногласия. Так Советский Союз требовал, чтобы выделенные в распоряжение ООН силы базировались только в странах происхождения, и предпочитал более ограниченную власть. Соединенные Штаты отдавали предпочтение более крупным силам и "сопоставимой силе", в то время как Советский Союз предлагали меньшие силы с "равным вкладом". Попытки посредничества неоднократно терпели неудачу. Страны не могли договориться ни о руководстве силами, ни о том, где будут расположены базы и сможет ли ВШК вести войны.
Британское Министерство иностранных дел отметило в декабре 1947 года, что ”необычной особенностью работы ВШК является то, что соглашение, по обычным стандартам ООН, оказалось необычайно близким. Однако перспектива успеха скорее очевидна, чем реальна. Все эти дискуссии предполагают достижение согласия по Общим принципам, и такое согласие остается отдаленным.” К августу 1948 года, после таких конфликтов, как Блокада Западного Берлина и февральские события 1948 года в Чехословакии, и несмотря на продолжающиеся попытки достижения компромисса, ВШК фактически прекратил переговорный процесс о чем и известил СБ ООН.,

### Реформирование
Переговоры, которые ВШК провел в 1947 и 1948 годах, обеспечивают "отправную точку для рассмотрения возможностей функционирования Устава ООН в том виде, в каком он был первоначально задуман", и "те разногласия, которые мешали тогда построить работающую систему, гораздо менее вероятно вызовут проблемы сейчас". Однако Комитет с середины 1947 года, не получал никаких заданий от Совета Безопасности ООН. Существующие проекты наделения ВШК реальными функциями пока не получили единогласной поддержки от Постоянных членов СБ ООН.
Совет безопасности в 2000 году принял резолюцию 1327 (2000), подготовленную Рабочей группой Совета безопасности по операциям по поддержанию мира, в которой говорится, что Совет
«обязуется рассмотреть возможность использования Военно-штабного комитета как одно из средств укрепления потенциала Организации Объединенных Наций по поддержанию мира».
Вновь подтверждая свою решимость укреплять операции по поддержанию мира, Совета безопасности в 2001 году принял резолюцию 1353 (2001) в которой Совет «обязуется продолжить рассмотрение возможности использования Военно-штабного комитета в качестве одного из средств укрепления операций Организации Объединенных Наций по поддержанию мира».
В 2001 году Россия распространила позиционный документ (S/2001/671) с предложениями по активизации деятельности Комитета, в частности о привлечении к его работе непостоянных членов Совета безопасности и поставщиков миротворческих контингентов, что могло бы сформировать механизм, который «… мог бы на постоянной основе осуществлять анализ военного компонента обстановки в конфликтных зонах и подготовку рекомендаций для Совета Безопасности …»
На Всемирном саммите 2005 года Генеральная Ассамблея приняла резолюцию 60/1 от 16 сентября 2005 года, в которой содержалась просьба к Совету Безопасности: «рассмотреть вопрос о составе, мандате и методах работы Военно-штабного комитета».
В последующие несколько лет идея оживления Военно-штабного комитета укрепилась. В заявлениях Председателя, принятых в августе 2009 года, сентябре 2010 года и августе 2011 года, признается необходимость расширения доступа Совета к военным консультациям и говорится, что Совет «будет продолжать» рассматривать роль Комитета (S/PRST/2009/24, S/PRST/2010/18 и S/PRST/2011/17):
- «Совет признает необходимость расширения его доступа к консультациям военных экспертов и намеревается продолжить работу над соответствующими механизмами для достижения этой цели. Совет продолжит рассмотрение вопроса о роли Военно-штабного комитета» S/PRST/2009/24
- «Совет также признает необходимость совершенствования военного опыта и выражает в этой связи намерение продолжать рассматривать роль Военно-штабного комитета» S/PRST/2010/18
- «Совет Безопасности признает необходимость расширения возможностей получения рекомендаций по военным вопросам, в том числе от стран, предоставляющих войска, и намерен продолжать свою работу над созданием с этой целью соответствующих механизмов. Совет будет продолжать анализировать роль Военно-штабного комитета». S/PRST/2011/17

Однако до настоящего времени Совет безопасности не предпринял никаких конкретных шагов по реализации своих решений.
Кроме того, перед членами Комитета выступали:
— 22 января 1999 года генерал Чарльза Гатри, начальник Штаба обороны Соединенного Королевства;
— 19 февраля 2009 года посол Сьюзан Райс, постоянный представитель США;
— 30 октября 2009 года посол Виталий Чуркин, постоянный представитель России;
— 22 января 2010 года посол Лю Чжэньминь, заместитель постоянного представителя Китайской Народной Республики;
— 29 сентября 2011 года генерал армии Николай Макаров, начальник Генерального штаба Вооруженных сил России.

### Развитие
Резолюция Генеральной Ассамблеи ООН 1235 (XII) (1957) санкционировала интеграцию гражданского персонала Комитета в Секретариат ООН, возложив всю административную и организационную работу секретариата ВШК на Офицера по связи и координации.
Пунктом 178 резолюции 60/1 Генеральной Ассамблеи ООН, Итогового документа Всемирного саммита 2005 года, Генеральная Ассамблея просила Совет Безопасности рассмотреть вопрос о составе, мандате и методах работы Комитета.